# Lernanthropus kroyeri
Lernanthropus kroyeri is een eenoogkreeftjessoort uit de familie van de Lernanthropidae. De wetenschappelijke naam van de soort is voor het eerst geldig gepubliceerd in 1851 door Pierre-Joseph van Beneden.